# Lista książek Stanisława Mackiewicza
Lista przedstawia pierwsze wydania książek autorstwa Stanisława Cata-Mackiewicza.
| Rok  | Tytuł                                                                       | Wydawca                | Miejsce wydania | Źródło |
| ---- | --------------------------------------------------------------------------- | ---------------------- | --------------- | ------ |
| 1927 | Kropki nad i                                                                | Słowo                  | Warszawa        | [ 1 ]  |
| 1929 | Dziś i jutro                                                                | Słowo                  | Wilno           | [ 2 ]  |
| 1931 | Myśl w obcęgach. Studja nad psychologją społeczeństwa sowietów              | F. Hoesick             | Warszawa        | [ 3 ]  |
| 1939 | Książka moich rozczarowań                                                   | Rój                    | Warszawa        | [ 4 ]  |
| 1941 | Historja Polski od 11 listopada 1918 r. do 17 września 1939 r.              | M. I. Kolin            | Londyn          | [ 5 ]  |
| 1942 | O jedenastej – powiada aktor – sztuka jest skończona. Polityka Józefa Becka | M. I. Kolin            | Londyn          | [ 6 ]  |
| 1943 | Klucz do Piłsudskiego                                                       | nakładem autora        | Londyn          | [ 7 ]  |
| 1945 | Lata nadziei. 17 września 1939 – 5 lipca 1945                               | nakładem autora        | Londyn          | [ 8 ]  |
| 1947 | Dostojewski                                                                 | Orbis                  | Londyn          | [ 9 ]  |
| 1953 | Stanisław August                                                            | Gryf                   | Londyn          | [ 10 ] |
| 1957 | Londyniszcze                                                                | Czytelnik              | Warszawa        | [ 11 ] |
| 1957 | Muchy chodzą po mózgu                                                       | Wydawnictwo Literackie | Kraków          | [ 12 ] |
| 1958 | Zielone oczy                                                                | Pax                    | Warszawa        | [ 13 ] |
| 1961 | Był bal                                                                     | Pax                    | Warszawa        | [ 14 ] |
| 1962 | Herezje i prawdy                                                            | Pax                    | Warszawa        | [ 15 ] |
| 1965 | Europa in flagranti                                                         | Pax                    | Warszawa        | [ 16 ] |
| 1990 | Dom Radziwiłłów                                                             | Czytelnik              | Warszawa        | [ 17 ] |

Po śmierci Stanisława Cata-Mackiewicza wydano następujące książki będące zbiorami napisanych przezeń artykułów lub broszur.
| Rok  | Tytuł                                                 | Wydawca     | Miejsce wydania | Źródło |
| ---- | ----------------------------------------------------- | ----------- | --------------- | ------ |
| 1968 | Odeszli w zmierzch. Wybór pism 1916–1966              | Pax         | Warszawa        | [ 18 ] |
| 1972 | Kto mnie wołał, czego chciał                          | Pax         | Warszawa        | [ 19 ] |
| 1990 | Teksty                                                | Czytelnik   | Warszawa        | [ 20 ] |
| 2014 | Trzylecie. Broszury emigracyjne 1941–1942             | Universitas | Kraków          | [ 21 ] |
| 2014 | Albo-albo. Broszury emigracyjne 1943–1944             | Universitas | Kraków          | [ 22 ] |
| 2014 | Nie! Broszury emigracyjne 1944                        | Universitas | Kraków          | [ 23 ] |
| 2014 | Lady Makbet myje ręce. Broszury emigracyjne 1944–1946 | Universitas | Kraków          | [ 24 ] |